# (9567) Surgut
(9567) Surgut (1987 US4) – planetoida z pasa głównego asteroid okrążająca Słońce w ciągu 3,65 lat w średniej odległości 2,37 j.a. Odkryta 22 października 1987 roku.